# Llac salat
Un llac salat o llac salí és un cos aïllat d'aigua que conté una concentració de sals (principalment clorur de sodi) i altres minerals significativament més gran que la majoria de llacs (la condició de llac salí sol establir-se en 3.000 mil·ligrams de sal per litre). En alguns casos, els llacs salats poden arribar a tenir una concentració de sal superior a l'aigua de mar.

## Característiques
Els llacs salats es formen quan les aigües que flueixen cap al llac, que contenen sals o altres minerals, no poden abandonar-lo perquè el llac és una conca endorreica terminal. En evaporar-se, l'aigua deixa endarrere qualsevol sal que hagués romàs dissolta, augmentant així la seva salinitat, raó per la qual els llacs salats són llocs idonis per a la producció de sal. L'alta salinitat condiciona així mateix la flora i la fauna del llac en qüestió; de fet, de vegades el resultat pot arribar a ser l'absència gairebé total o total de vida al llac.
Si l'aportament d'aigua que flueix cap al llac és menor que la quantitat d'aigua evaporada, el llac pot arribar a desaparèixer i deixar un plana salada o salar, també anomenada platja.

## Llacs destacats

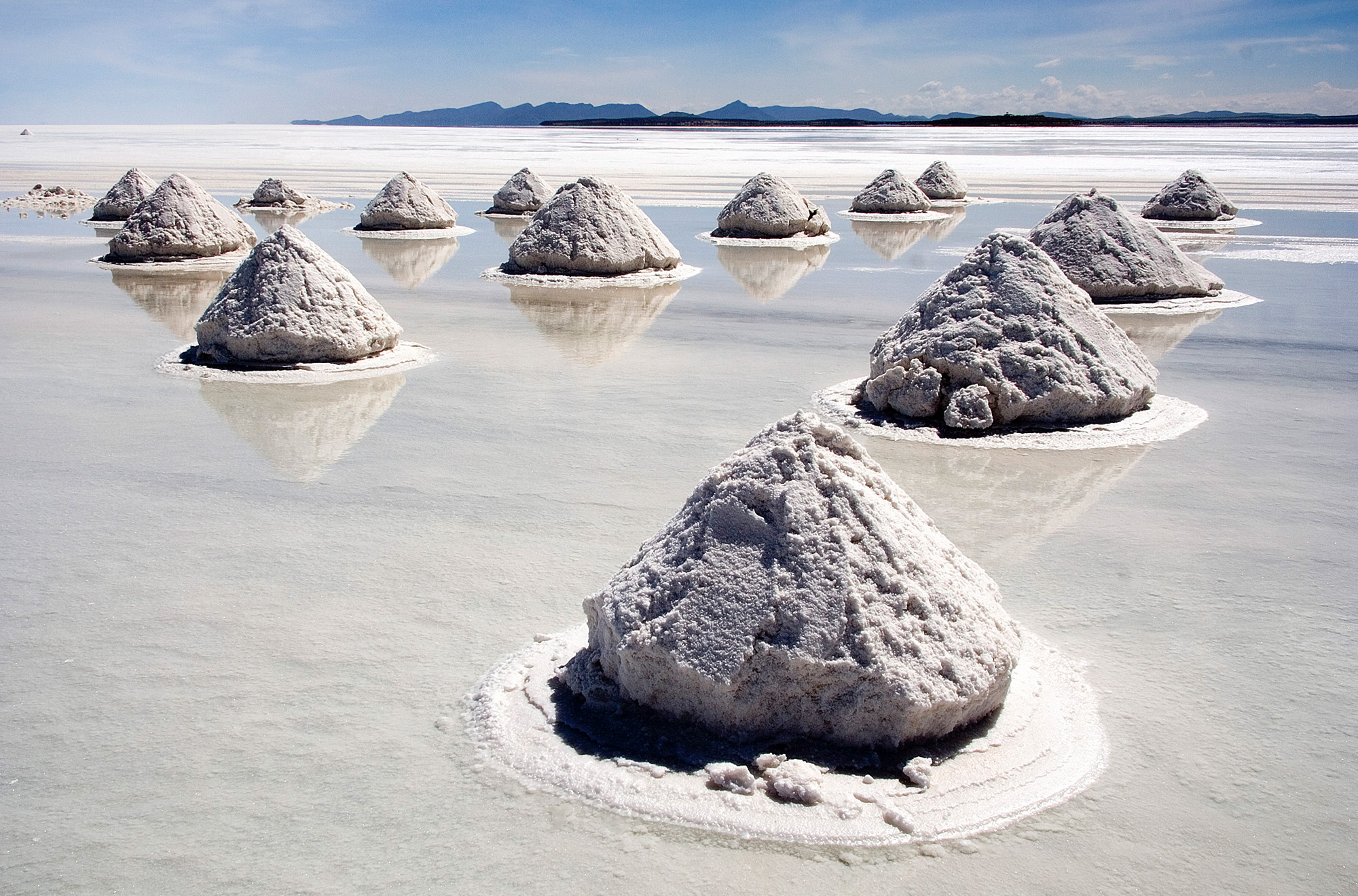
Piles de sal al salar d'Uyuni, Bolívia

Segons la mida, els tres llacs salats més grans del món són la mar Càspia, la mar d'Aral i el llac Balkhaix. El llac salat més gran de l'hemisferi occidental és el Gran llac Salat, el quart en mida del món després dels tres anteriors.
El llac salat amb la major altitud és el llac Namtso, mentre que el llac de menor altitud és el mar Mort, que és així mateix el punt més baix de totes les terres emergides.
Des del segle viii, la sal del llac Baskunchak de Rússia va ser explotada i distribuïda a través de la ruta de la Seda. En l'actualitat, la indústria de la sal d'aquest llac (que conté un 99,8% de puresa de clorur de sodi) suposa el 80% de la producció total de sal de Rússia. Depenent de les necessitats, genera entre 1,5 i 5 milions de tones de sal cada any.